# Live! Bootleg
Live! Bootleg es un álbum en vivo por la banda Americana de hard rock Aerosmith, su debut fue en el año de 1978.
Mientras la mayor parte de presentaciones fueron tomadas de los conciertos en 1977 y en 1978, los covers "I Ain't Got You" de The Yardbirds y "Mother Popcorn" de James Brown fueron tomados desde una transmisión de radio, de una interpretación en Boston el 20 de marzo de 1973.
El diseño del álbum fue hecho imitando a algo pobre, ofrecido por una contemporánea Disquera de bootlegs, incluso llegando al punto de dar una lista de canciones incorrecta un ejemplo claro, la canción "Draw The Line" está incluida en el disco pero no aparece listada.
Este disco también presenta una de las primeras versiones de Aerosmith tocando la canción de The Beatles "Come Together" (La cual interpretaron en el año de 1978 en la película "Sgt. Pepper's Lonely Hearts Club Band") y también la primera aparición en un disco de Richie Supa en "Chip Away the Stone" (La versión estudio de esta canción hizo su debut en el año de 1988 en la compilación llamada "Gems").

## Lista de canciones
1. "Back in the Saddle" (Perry, Tyler) – 4:25
2. "Sweet Emotion" (Hamilton, Tyler) – 4:42
3. "Lord of the Thighs" (Tyler) – 7:18
4. "Toys in the Attic" (Perry, Tyler) – 3:45
5. "Last Child" (Tyler, Whitford) – 3:14
6. "Come Together" (John Lennon, Paul McCartney) – 4:51
7. "Walk This Way" (Perry, Tyler) – 3:46
8. "Sick as a Dog" (Hamilton, Tyler) – 4:42
9. "Dream On" (Tyler) – 4:31
10. "Chip Away the Stone" (Richard Supa) – 4:12
11. "Sight for Sore Eyes" (Jack Douglas, David Johansen, Perry, Tyler) – 3:18
12. "Mama Kin" (Tyler) – 3:43
13. "S.O.S. (Too Bad)" (Tyler) – 2:46
14. "I Ain't Got You" (Calvin Carter) – 3:57
15. "Mother Popcorn" (James Brown, Pee Wee Ellis)/"Draw The Line" [*] (Perry, Tyler) – 11:35
16. "Train Kept A-Rollin'"/Strangers in the Night" (Ken Boothe, Tiny Bradshaw, Bert Kaempfert, Howard Kay, C. Singleton, E. Snyder) – 4:51

[*] "Draw the Line" es una Canción Secreta al final de "Mother Popcorn"

## Personal
- Tom Hamilton - Bajo, Guitarra (en "Sick as a Dog")
- Joey Kramer - Batería,
- Joe Perry - Bajo (en "Sick as a Dog"), Guitarra, percusión, Voz
- Steven Tyler - Voz, armónica
- Brad Whitford - Guitarra

Personal adicional
- Mark Radice - Teclados, Voz de Fondo
- David Woodford - Saxofón

## Producción
- Productores: Aerosmith, Jack Douglas
- Productores Ejecutivos: David Krebs, Steve Leber
- Ingenieros: Jay Messina
- Directores: Aerosmith, David Krebs, Steve Leber
- Arreglos: Aerosmith, Jack Douglas, David Hewitt
- Supervisor de arte: Joel Zimmerman
- Diseño: Ken Fredette, Lisa Sparagano
- Fotografía: Jimmy Ienner, Jr., Barry Levine, Ron Pownall, Aaron Rapoport, Steve Smith

## Posicionamiento
Álbum - Billboard (Estados Unidos)
| Año  | Tabla      | Posición |
| ---- | ---------- | -------- |
| 1979 | Pop Albums | 13       |

Sencillos - Billboard (Estados Unidos)
| Año  | Sencillo              | Tabla       | Posición |
| ---- | --------------------- | ----------- | -------- |
| 1979 | "Chip Away The Stone" | Pop Singles | 77       |

## Certificaciones
| Organización | Nivel   | Fecha                   |
| ------------ | ------- | ----------------------- |
| RIAA - USA   | Oro     | 31 de octubre de 1978   |
| RIAA - USA   | Platino | 26 de diciembre de 1978 |

- Datos: Q2291997